# Norbert Nestler
Norbert Nestler (* 24. März 1942 in Wien; † 9. Jänner 2014 in Graz) war ein österreichischer Objektkünstler und Maler.

## Leben
Nestler studierte von 1960 bis 1965 an der Akademie der bildenden Künste Wien und arbeitete seit 1966 in Graz. Er erhielt zahlreiche Preise und Auszeichnungen, unter anderem 1967 den Joanneum Kunstpreis.
An der Akademie lernte Nestler seine zukünftige Ehefrau Friederike Johanna Nestler-Rebeau kennen, mit der er auch künstlerisch zusammenarbeitete.